# Pomadasys incisus
Pomadasys incisus is een straalvinnige vissensoort uit de familie van grombaarzen (Haemulidae). De wetenschappelijke naam van de soort is voor het eerst geldig gepubliceerd in 1825 door Bowdich.
De soort staat op de Rode Lijst van de IUCN als niet bedreigd, beoordelingsjaar 2009.